# Stadhuis van Herve

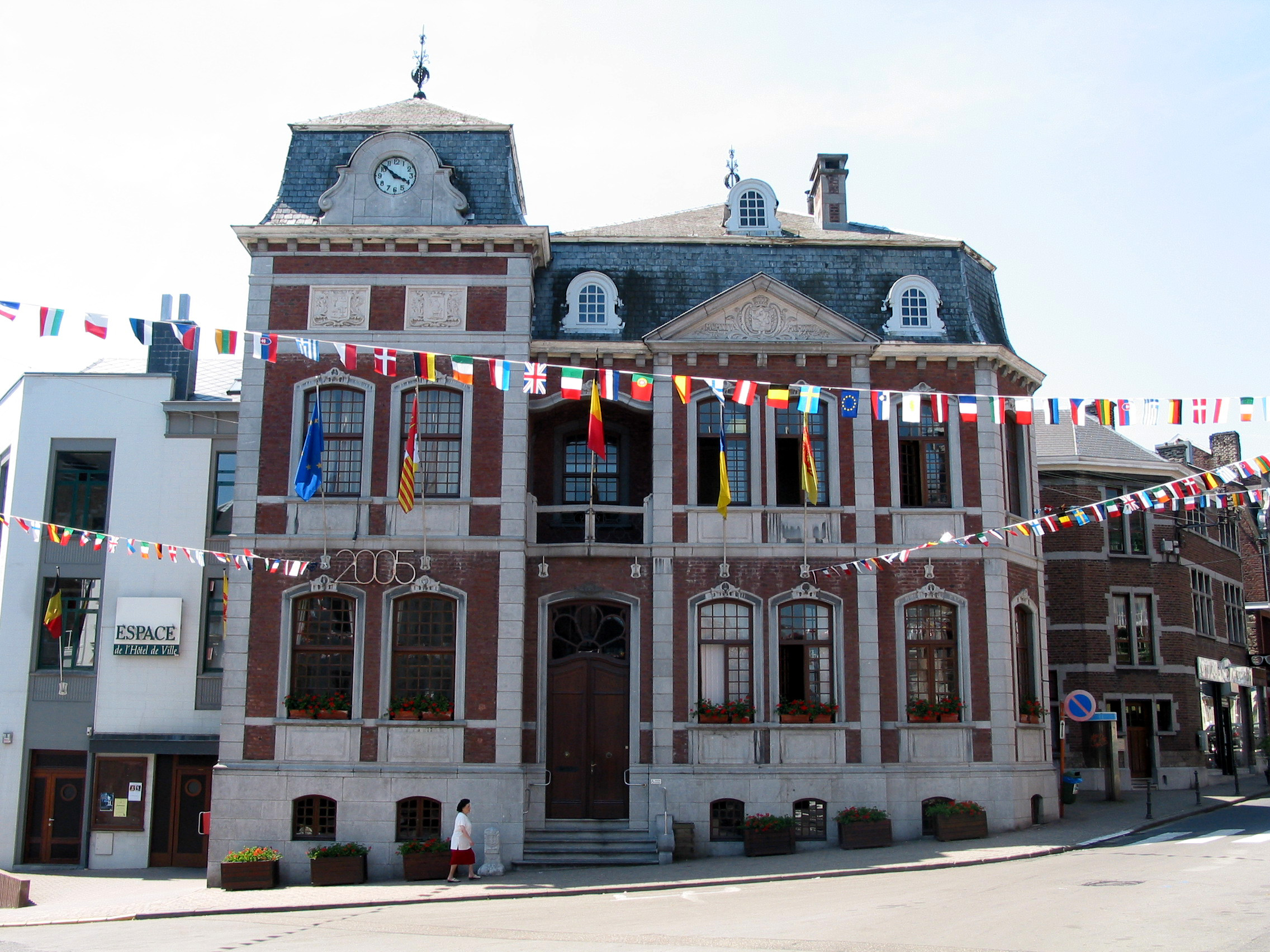
Stadhuis van Herve

Het Stadhuis van Herve (Hôtel de Ville de Herve) is het stadhuis van de Belgische gemeente Herve, gelegen in het gelijknamige stadje aan het Place de l'Hôtel de Ville.
Het stadhuis werd in 1846 gebouwd aan het toenmalige Place du Perron, waar zich het perroen bevond. Later werd dit plein omgedoopt tot de huidige naam.
Op 8 augustus 1914 werd het stadhuis door de oprukkende Duitse invasietroepen in brand gestoken. De burgemeester was destijds Iserentant. In 1929 werd het herbouwd in de huidige stijl. Het is een in eclectische stijl gebouwd geheel, met een driehoekig fronton waarop de jaartallen 1914 en 1929 in Romeinse cijfers zijn weergegeven, vergezeld van het Belgische wapenschild. In de linkergevel zijn twee metopen geplaatst, met het wapenschild van Herve, respectievelijk de gereedschappen van de leerlooier en de schoenmaker, twee ambachten die in vroeger jaren belangrijk waren voor Herve.
Links van de ingang was vroeger een grenspaal van de ban van Herve bevestigd. Een aantal van deze palen gaf ooit de grens van dit rechtsgebied aan.